# 기슈번
기슈 번(일본어: 紀州藩 기슈한[*])은 일본 에도 시대 기이국 전역 및 이세국의 일부 지역을 지배했던 번으로, 지금의 와카야마현과 미에현 남부에 속해 있었다. 기이 번(紀伊藩) 또는 와카야마 번(和歌山藩)으로 표기하는 경우도 많다. 번청은 와카야마 현 와카야마시에 있는 와카야마성이다. 번주 가문은 도쿠가와 고산케의 하나인 기슈 도쿠가와가(紀州徳川家)으로, 고쿠다카는 55만 5천 석이었다.

## 번의 역사
기이국은 세키가하라 전투 이후 아사노 요시나가에게 주어지면서, 도자마 다이묘인 아사노씨(浅野氏)가 지배하는 기슈 번이 세워졌다. 겐나 5년(1619년) 아키국 히로시마번주였던 후쿠시마 마사노리의 영지가 몰수되면서, 아사노씨는 히로시마 번으로 옮겨가게 되었다. 대신 도쿠가와 이에야스의 10남으로 그때까지 슨푸번주였던 도쿠가와 요리노부가 55만 5천 석으로 들어오면서, 신판 다이묘인 기슈 도쿠가와가가 지배하는 기슈 번이 세워졌다.
요리노부는 로닌(浪人)들의 대다수를 자기 가신으로 불러들여, 유이 쇼세쓰(由井正雪)와의 관계를 막부에게 의심받은 적도 있었다. 그러나 요리노부의 손자인 5대 번주 도쿠가와 요시무네가 8대 쇼군으로 취임하기에 이르렀고, 오히려 막부와의 관계가 가장 밀접한 번이 되었다. 13대 번주 도쿠가와 요시토미는 11대 쇼군 도쿠가와 이에나리의 손자이기도 했지만, 14대 쇼군 도쿠가와 이에모치로 즉위하였고, 기슈 번주 출신의 두 번째 쇼군이 되었다. 8대 요시무네 이후 14대 이에모치까지의 역대 쇼군은 모두 기슈 번주 계통이었다.
기슈 번은 메이지 2년(1869년) 판적봉환 이후 와카야마 번으로 정식 명칭이 바뀌었고, 메이지 4년(1871년)의 폐번치현으로 와카야마현이 되었으나, 기이 국의 동부와 이세국 내의 기슈번 영지는 미에현에 편입되었다.

## 역대 번주
아사노 가문
| 대수 | 번주                       | 초상화 | 재임 기간       | 비고 |
| ---- | -------------------------- | ------ | --------------- | ---- |
| 1    | 아사노 요시나가 浅野幸長   |        | 1600년 ~ 1613년 |      |
| 2    | 아사노 나가아키라 浅野長晟 |        | 1613년 ~ 1619년 |      |

도쿠가와 가문
| 대수 | 번주                       | 초상화 | 재임 기간       | 비고                                |
| ---- | -------------------------- | ------ | --------------- | ----------------------------------- |
| 1    | 도쿠가와 요리노부 徳川頼宣 |        | 1619년 ~ 1667년 | 도쿠가와 이에야스의 제10자.         |
| 2    | 도쿠가와 미쓰사다 徳川光貞 |        | 1667년 ~ 1698년 |                                     |
| 3    | 도쿠가와 쓰나노리 徳川綱教 |        | 1698년 ~ 1705년 |                                     |
| 4    | 도쿠가와 요리모토 徳川頼職 |        | 1705년          |                                     |
| 5    | 도쿠가와 요시무네 徳川吉宗 |        | 1705년 ~ 1716년 | 8대 쇼군에 취임.                    |
| 6    | 도쿠가와 무네나오 徳川宗直 |        | 1716년 ~ 1757년 |                                     |
| 7    | 도쿠가와 무네노부 徳川宗将 |        | 1757년 ~ 1765년 |                                     |
| 8    | 도쿠가와 시게노리 徳川重倫 |        | 1765년 ~ 1775년 |                                     |
| 9    | 도쿠가와 하루사다 徳川治貞 |        | 1775년 ~ 1789년 |                                     |
| 10   | 도쿠가와 하루토미 徳川治寶 |        | 1789년 ~ 1832년 |                                     |
| 11   | 도쿠가와 나리유키 徳川斉順 |        | 1832년 ~ 1846년 |                                     |
| 12   | 도쿠가와 나리카쓰 徳川斉彊 |        | 1846년 ~ 1849년 |                                     |
| 13   | 도쿠가와 요시토미 徳川慶福 |        | 1849년 ~ 1858년 | 14대 쇼군 도쿠가와 이에모치로 취임. |
| 14   | 도쿠가와 모치쓰구 徳川茂承 |        | 1858년 ~ 1869년 |                                     |

## 지번
- 고렌시(御連枝)
  - 사이조번
  - 다카모리번
  - 가즈라노번
- 쓰케가로(附家老)
  - 다나베번
  - 신구번

## 같이 보기
- 폐번치현